# Power Rangers Time Force
Power Rangers Time Force (Power Rangers Guardianes del Tiempo en España, Power Rangers Fuerza del Tiempo en Hispanoamérica) es el título de la novena temporada de la franquicia Power Rangers, producida por Saban Entertainment, Renaissance Atlantic Entertainment y MMPR Productions en colaboración con Toei Company, y emitida en Fox Kids del 3 de febrero al 17 de noviembre de 2001, constando de 40 episodios. Como otras temporadas, parte de sus escenas están extraídas de la franquicia Super Sentai Series, en este caso de la serie Mirai Sentai Timeranger.

## Argumento
En el año 3000, la Fuerza del Tiempo es una organización de policía que se enfrentan a criminales mutantes con poderes y habilidades. El más peligroso de ellos es Ransik, condenado a cadena perpetua por muchos crímenes, entre ellos el asesinato y el plan de viajar al pasado para conquistar el mundo. Sin embargo, logra escapar y viaja hacia el año 2001. En la huida, aparentemente mata al Red Time Force Ranger, Alex. Su prometida Jen, y los otros miembros de la patrulla conformados por Lucas, Katie y Trip, deciden saltarse el protocolo de la organización y deciden viajar al pasado para atrapar al malvado Ransik y detener sus malvados planes. Una vez en 2001, descubren que sus Morphers no funcionarán al faltar el quinto miembro del equipo, el Red Ranger Time Force y necesitan encontrar a alguien que tenga el mismo ADN compatible que Alex, algún antepasado suyo, para que pueda desbloquear los Morphers y con él los de los demás. Curiosamente y por mera coincidencia, Jen y los demás se encuentran con Wes Collins, el antepasado de Alex en el año 2001, quien se une al equipo de los Power Rangers Time Force en su lucha contra los criminales que va liberando Ransik y a los que tendrán que detener, no solo para salvar el siglo XXI, sino también el año 3000 que podría verse alterado si se produjeran cambios en la historia.

## Elenco y personajes

### Principales
- Erin Cahill como Jen Scotts/Pink Time Force Ranger, líder del equipo
- Jason Faunt como Wesley "Wes" Collins/Red Time Force Ranger. Faunt también interpreta a Alex Drake, un pariente del año 3000.
- Michael Copon como Lucas Kendall/Blue Time Force Ranger.
- Kevin Kleinberg como Trip Regis/Green Time Force Ranger.
- Deborah Estelle Philips como Katie Walker/Yellow Time Force Ranger.
- Daniel Southworth como Eric Myers/Quantum Ranger.
- Vernon Wells como Ransik.
- Kate Sheldon como Nadira.
- Edward Laurence Albert como el señor Collins.

### Secundarios
- Brianne Siddall como la voz de Circuit.
- Roy Werner como el Capitán Logan.
- Douglas Fisher como Phillips.
- Eddie Frierson como la voz de Frax.
- Neil Kaplan como la voz de Gluto.
- Ken Merckx como el doctor Zaskin.
- Jordan Claire Green como Holly.

### Invitados
- Sean Cw Johnson como Carter Grayson/Red Lightspeed Ranger.
- Michael Chaturantabut como Chad Lee/Blue Lightspeed Ranger.
- Keith Robinson como Joel Rawlings/Green Lightspeed Ranger.
- Sasha Williams como Kelsey Winslow/Yellow Lightspeed Ranger.
- Alison MacInnis como Dana Mitchell/Pink Lightspeed Ranger.
- Rhett Fisher como Ryan Mitchell/Titanium Ranger.
- Monica Louwerens como la Srta. Angela Fairweather
- Jennifer L. Yen como Vypra.

### Time Force Rangers
- Wes Collins/Red Time Force Ranger: Es el hijo de un millonario dueño de una gran corporación llamada Bio Lab. Fue educado para suceder a su padre al frente de la empresa, pero tras conocer a los Time Rangers, se rebeló contra su destino y decidió descubrir su propio camino y, renunciando a su padre y su vida anterior, labrarse su propio futuro junto a los Rangers. En su forma civil usa una musculosa blanca, una camisa roja de manga larga, pantalones crema y zapatillas cafés.
- Jen Scotts/Pink Time Force Ranger: Tras la captura de Ransik en el año 3000, su novio Alex le pidió en matrimonio, pero fue aparentemente muere en acción al día siguiente durante la fuga de Ransik desde el año 3000. A raíz de este incidente, Jen a jurando venganza contra el villano y ahora como la líder de los Time Force Rangers, lo persigue hasta el año 2001, en contra de las órdenes de sus superiores. Al principio se comporta como una líder muy estricta y severa, pero su actitud va cambiando según va estrechando lazos con sus compañeros y con Wes. En su forma civil cuando está en el siglo XXI usa una blusa rosada, campera de cuero negra, falda escocesa magenta y botas negras.
- Trip Regis/Green Time Force Ranger: Es un joven alienígena del planeta Xybria. Tiene una gema incrustada en la frente que le otorga el poder de leer las mentes, localizar objetivos y en ocasiones ver el futuro. Es el miembro más ingenuo y el más joven del equipo, ya que su raza es una sociedad que no guarda secretos. Así, en ocasiones es bastante crédulo, lo que puede provocar problemas. Para pasar desapercibido en la sociedad del siglo XXI, Trip suele llevar un sombrero que oculte su joya y su pelo verde. Es con diferencia el miembro más inteligente del equipo, capaz de desarrollar armas, y utensilios electrónicos de todo tipo en tiempo récord. En su forma civil cuando está en el siglo XXI usa una camiseta de manga larga verde con cuello negro, una campera anaranjada, pantalones cargo verdes y tennis color aqua.
- Katie Walker/Yellow Time Force Ranger: Dotada con una fuerza sobrehumana, Katie es una mujer de carácter abierto y que no oculta sus sentimientos, lo que supone un gran contraste con la introvertida Jen. En su forma civil cuando está en el siglo XXI usa un chaleco negro, una polera amarilla, pantalones militares en tonos de verde y café más zapatos negros.
- Lucas Kendall/Blue Time Force Ranger: Es un hombre obsesionado con dos cosas: su apariencia y los coches. En el año 3000, era piloto de carreras, y es como un hermano mayor para Trip. De carácter casi siempre frío, es el tipo de hombre que, gracias a su personalidad, atrae a las mujeres y pone celosos a los hombres. En su forma civil cuando está en el siglo XXI usa una polera azul grisáceo con una campera, pantalones y zapatos negros.
- Eric Myers/Quantum Ranger: En el pasado, Eric fue compañero de clase de Wes en una escuela privada. Mientras Wes venía de familia pudiente, Eric era muy pobre y tenía que trabajar muy duro para pagarse sus estudios. Esta situación le hizo desarrollar una gran envidia hacia Wes, ya que mientras Eric se mataba a trabajar para obtener lo que quería, Wes lo tenía todo hecho gracias a su fortuna y no tenía que sacrificarse. A pesar de ello, Wes intentó siempre cultivar una amistad con él, pero Eric siempre fue de carácter amargo y pocos amigos, hasta que decidió abandonar la escuela porque tenía "otros planes". En la actualidad, trabaja como soldado para los Guardianes de Plata, pero su sueño es llegar más alto, siempre más alto, y aspira a convertirse en líder. Tras descubrir que Wes es el Red Time Force Ranger, la envidia hace crecer en el deseo de Eric en convertirse en un Ranger también para superarlo y lo acaba consiguiendo al hacerse con los poderes del Quantum Ranger, convirtiéndose así en el capitán de los Guardianes de Plata. Suele ayudar a los Time Force Rangers a su modo, pero se niega a formar parte de ellos, prefiriendo ser más un lobo solitario. En su forma de civil siempre usa un uniforme de guardia azul marino con una camiseta negra por dentro más guantes con rodilleras de color negro y boina roja de comandante.

### Aliados
- Capitán Logan: Es el líder de la Fuerza del Tiempo, y el jefe supremo de los Time Force Rangers. Cuando Ransik escapó, Logan suspendió a los Time Force Rangers. Sin embargo, cuando estos volvieron al pasado, decidió ayudarles, proporcionándoles Zords y arsenal.
- Circuit: Es un búho robótico que ejerce de consejero técnico del equipo. Les informa de las armas que tienen a su disposición, revisa el equipamiento y es el que contacta con el futuro para pedir que les envíen los Zords cuando es necesario. Cuando no está trabajando, suele permanecer en la mochila de Trip.
- Alex Drake/Red Time Force Ranger: Es el antiguo prometido de Jen y un descendiente de Wes del año 3000. Aparentemente se había creído muerto en acción a causa de Ransik durante su escape en el tiempo desde el año 3000, pero luego se revela que no murió en aquel incidente y logró sobrevivir, desde entonces ha estado ayudando de incógnito a los Time Force Rangers.
- Albert Collins: Es el adinerado padre de Wes, dueño de Bio Lab y fundador de los Guardianes de Plata. Cuando Wes lo abandonó para buscarse su propio futuro, Collins lo vio como un fracasado y se concentró en expandir la tecnología de Bio Lab y de los Guardianes de Plata, que protegen la ciudad de los ataques de Ransik, pero previo pago económico, lo que le hace ver unos incómodos rivales en los Time Force Rangers, hasta que un día cuando personalmente observa como sus Guardianes de Plata salen heridos en un combate contra un mutante y de como el Red Time Force Ranger los protegio de un destino fatal, rápidamente observa que el visor del casco del Red Time Force Ranger estaba roto y descubre para sorpresa de Albert que este Ranger en realidad es su hijo Wes, lo que a su vez lo hacen cambiar su forma de pensar sobre su hijo.
- Phillips: Es el mayordomo y chófer de la familia Collins. A veces ofrece consejos a Wes.
- Caballero Blanco: principal y único portador del fuego de la batalla, el cual puede ser concedido a alguien de corazón noble y puro como Wes, el cual fusiona su poder Ranger con el fuego de la batalla para crear una poderosa armadura.

### Arsenal
- Chrono Morpher: Son los dispositivos de transformación de los Time Force Rangers. Funcionan a partir del ADN del usuario, de modo que solo aquel que porte el ADN de aquel designado para utilizar el Morpher puede activarlo. También sirve como dispositivo comunicador que proyecta imágenes holográficas de la persona con la que se está hablando. Funciona tras pronunciar la frase "Time for Time Force".[Notas 1]
- Escáner Visual: Son unas gafas especiales que permiten buscar y localizar trazas de energía y restos de ADN mutante.
- Placa Time Force: Son unas placas que identifican a los usuarios como miembros de la policía del tiempo.
- Chrono Blaster: Es el arma básica de los Time Rangers, una pistola.
- Chrono Sabers: Cada Ranger tiene dos sables que se pueden combinar en una lanza de doble punta.
- Vortex Blaster: Es la unión de las cinco V Weapons para formar un solo cañón que neutralice a los enemigos.
  - V Weapons: Son cinco bazookas individuales, uno para cada Ranger. Normalmente están configurados en modo aturdir, pero se pueden configurar en modo letal.
- Electro Booster: Un dispositivo que permite convertir los Chrono Sabers en pistolas.
- Quantum Morher: Es el dispositivo de transformación del Quantum Ranger, que también sirve como control remoto del Q-Rex. Funciona tras pronunciar la frase "Quantum Power".[Notas 2]
- Quantum Defender: Es el arma básica del Quantum Ranger con modo pistola y modo espada.
- Mega Battle Armor: Es una armadura enviada desde el futuro para el Quantum Ranger, que le da poder de vuelo, protección pesada y poder extra de ataque.
- Red Battle Warrior: Es la armadura del Red Ranger otorgada por el Caballero Blanco, posee el poder de fuego maximizando sus ataques con mayor fuerza

### Vehículos
- Vector Cycles: Son unas motocicletas para transporte de los Rangers por tierra. Están equipadas con cañones y cuando no están en uso las guarda Trip miniaturizadas en una maleta.
- Strata Cycle: Una motocicleta con la capacidad de volar que le enviaron al Red Ranger desde el futuro, equipada con cañones de gran potencia, y que puede viajar tanto por aire como por tierra.
- Time Jet: Son un medio de transporte aéreo que permite a los Rangers subir a los Zords. El Time Force Megazord en modo Blue puede utilizar uno de ellos a modo de pistola.
- Time Ship: Son las naves que se utilizan para viajar a través del tiempo, para proteger a los seres humanos que no podrían soportar directamente el túnel del tiempo.
- TF Eagle: Un jet individual para viajar por el tiempo propiedad del Quantum Ranger.

### Zords
- Time Fliers: Son los cinco Zords de los Rangers principales, cinco jets capaces de combinarse de tres formas distintas para formar tres modos distintos de Megazord.
- Time Force Megazord Modo Jet: Las cinco naves se fusionan y forman un jet mucho más grande equipado con un ataque tornado.
- Time Force Megazord Modo Red: Es un Megazord al estilo tradicional, equipado con un escudo y una espada con la que congelar a los enemigos.
- Time Force Megazord Modo Blue: Es un Megazord mucho más ágil y dinámico, que ataca con un Time Jet a modo de pistola, y realiza una variedad de patadas y puñetazos voladores.

- Time Shadow Megazord: Es un Megazord enviado desde el futuro, con un modo robot y otro modo Jet llamado Shadow Winger.
- Shadow Force Megazord: Es la unión del Time Force Megazord con el Time Shadow Megazord. Esta unión puede presentarse tanto en el modo Red como en el modo Blue.

- Q-Rex Megazord: Es el Zord del Quantum Ranger, un Megazord con un modo dinosaurio llamado Quantasaurus Rex, y otro modo robot. Es uno de los Zords más poderosos de la Time Force, y también tiene la capacidad de congelar a los enemigos.

- Transwarp Megazord: Es un Zord gigantesco que permanece en el siglo XXX y que sirve para lanzar a los Time Fliers a través del tiempo cuando se les llama. No suele entrar en batalla directamente, y solo se le vio en batalla en una realidad paralela creada por un monstruo en una ocasión.

### Villanos
Los villanos son un grupo de presos huidos del año 3000 hasta el año 2001, esperando encontrar en él un entorno más fácil de conquistar lejos de la policía del tiempo. En su huida se llevaron la prisión completa en la que iban a ser encarcelados, y usan a los presos criogenizados allí como monstruos de batalla, liberándolos según sus necesidades.
- Ransik: Es el líder de los fugados, un mutante con ansias de poder y de venganza contra los humanos que le discriminaron por sus mutaciones en el pasado. Entre sus poderes se encuentran la telequinesis, el teletransporte, disparo de energía y almacenar armas dentro de su propio cuerpo. Iba a ser encarcelado cuando su hija Nadira le rescató, propiciando su huida hacia el año 2001. El diseño del personaje es inédito de Estados Unidos y no se basa en ningún personaje del Super Sentai original.
- Nadira: Es la hija de Ransik, una mujer superficial y muy vanidosa. Normalmente prefiere correr a luchar directamente, pero cuando pelea tiene la capacidad de hacer crecer sus uñas para usarlas como arma. También tiene la capacidad de cambiar instantáneamente de ropa, fuerza sobrehumana y teletransporte. Le encanta la moda del siglo XXI, y suele robar ropa y joyas de las tiendas. Su diseño está basado en el del personaje de Lila del Super Sentai original.
- Frax: Es un robot al servicio de Ransik, encargado de fabricar las tropas de Cyclobots que envían contra los rangers, y el supercerebro del equipo. A pesar de que se muestra leal a Ransik, tiene sus propios planes entre manos a espaldas de sus propios aliados. Su diseño está basado en el de Gien, del Super Sentai original.
- Gluto: Es un criminal mafioso, con la apariencia de una gran rana monstruosa, que se une a Ransik al salvarse de la criogenización a la que estaba a punto de ser sometido cuando Ransik inició la huida. Se encarga de ejercer de brazo armado del equipo, y aunque está enamorado de Nadira, esta siempre le rechaza. Su diseño está basado en el de Don Dolnero, que en el Super Sentai original era el villano principal.
- Cyclobots: Son los soldados de campo de Ransik, unos robots fabricados en masa por Frax, invocados a partir de pequeños tornilos, y que también pueden asumir forma humana para misiones de incógnito.
- Caballero Negro: némesis del caballero Blanco, quien porta el fuego de la batalla, de personalidad ambiciosa, el cual ansia el poder, para derrotar a su principal enemigo y dominar la humanidad.

## Episodios
| Temporada | Temporada | Episodios | Episodios | Emisión original     | Emisión original        |
| Temporada | Temporada | Episodios | Episodios | Primera emisión      | Última emisión          |
| --------- | --------- | --------- | --------- | -------------------- | ----------------------- |
|           | 9         | 40        | 40        | 3 de febrero de 2001 | 17 de noviembre de 2001 |